# Lualaba (Fluss)
Der afrikanische Fluss Lualaba, auch Luala, wird als eigentlicher Quellfluss des Kongos angesehen.

## Verlauf
Er entspringt im Süden der Demokratischen Republik Kongo in der Provinz Haut-Katanga. Dort liegt seine Quelle im südlichen Mitumba-Gebirge an der Grenze zur Lundaschwelle etwa 100 km westlich von Lubumbashi. Er fließt zuerst nach Norden, vorbei an den Seen Upembasee und Kisalesee und nimmt rund 150 km weiter nördlich das Wasser des von Südosten kommenden Luvua-Luapula-Chambeshi auf. Nochmals etwa 150 km weiter nördlich fließt ihm der von Osten kommende Lukuga, der den Tanganjikasee entwässert, zu. Von dort aus fließt er weiter in Richtung Norden zu den Boyomafällen bei Kisangani. Von dort an heißt der Strom Kongo.

## Kongoquelle
Der eben erwähnte Flusslauf Luvua-Luapula-Chambeshi ist bis zu seiner Einmündung in den Lualaba deutlich länger als dieser, wird aber wegen der geringeren Wasserführung nur als Nebenfluss des Kongos betrachtet.

## Nutzung
Für die Elektrizitätsversorgung der Bergbauindustrie im Copperbelt entstanden in der Zilo Gorge (Zilo-Schlucht) zwei Wasserkraftwerke der Union Minière du Haut-Katanga. Das sind die Delcommune Station (1953) mit einer Leistung von 120.000 kVA und die Le Marinel Station (1956) mit 276.000 kVA. Von Le Marinel wurden zeitweilig auch Bergbaustandorte im benachbarten Nordrhodesien/Sambia versorgt.